# Vissi d'arte

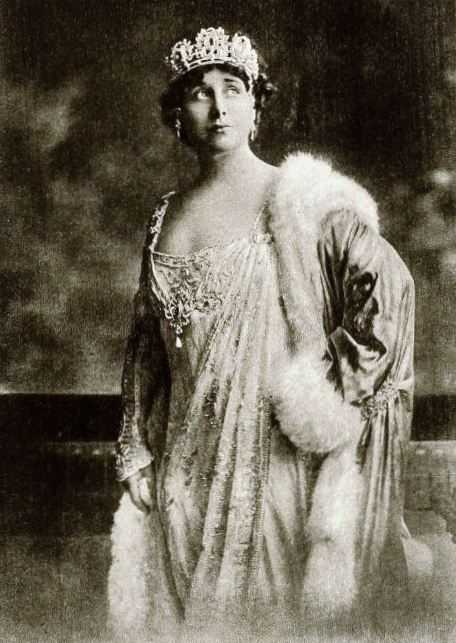
Geraldine Farrar como Tosca

Vissi d'arte es una aria de soprano del segundo acto  de la ópera Tosca, de Giacomo Puccini. Es cantada por Tosca y muestra lo que ella piensa de su destino, y cómo la vida de su amado, Mario Cavaradossi, está a merced del vil Barón Scarpia.

## Libreto
| Original en italiano Vissi d'arte, vissi d'amore, non feci mai male ad anima viva!... Con man furtiva quante miserie conobbi, aiutai... Sempre con fe' sincera, la mia preghiera ai santi tabernacoli salì. Sempre con fe' sincera diedi fiori agli altar. Nell'ora del dolore perché, perché Signore, perché me ne rimuneri così? Diedi gioielli della Madonna al manto, e diedi il canto agli astri, al ciel, che ne ridean più belli. Nell'ora del dolore, perché, perché Signore, perché me ne rimuneri così? | Traducción al español He vivido del arte, he vivido del amor, ¡nunca le he hecho mal a nadie...! Con mano furtiva cuantas miserias he conocido, he socorrido... Siempre, con fe sincera, mi plegaria en los santos templos, elevé. Siempre, con fe sincera, he llevado flores al altar. En la hora del dolor, ¿por qué, por qué Señor, por qué por qué me pagas de esta manera? He dado joyas para el manto de la Señora, y he dado mi canto a las estrellas, que brillaban tan radiantes. En la hora del dolor, ¿por qué, por qué Señor, por qué me pagas de esta manera? |